# Cretonia floccifera
Cretonia floccifera är en fjärilsart som beskrevs av George Francis Hampson 1896. Cretonia floccifera ingår i släktet Cretonia och familjen nattflyn. Inga underarter finns listade i Catalogue of Life.